# سسامودیل
سسامودیل (به انگلیسی: Sesamodil) با فرمول شیمیایی C29H32N2O6S یک داروی بلوک‌کننده کانال کلسیم با شناسه پاب‌کم 5987 است. که جرم مولی آن ۵۳۶٫۶۳۹۱۸ گرم بر مول می‌باشد. 